# Tavia Yeung
 (juin 2011).
Si vous disposez d'ouvrages ou d'articles de référence ou si vous connaissez des sites web de qualité traitant du thème abordé ici, merci de compléter l'article en donnant les références utiles à sa vérifiabilité et en les liant à la section « Notes et références ».
Pour les articles homonymes, voir Yeung.
Tavia Yeung (en chinois : 楊怡), née le 30 août 1979, est une actrice hongkongaise. Son mari est Him Law, un acteur de Hong Kong.

## Biographie
Elle a commencé sa carrière après avoir été diplômée du 13e cours d'entraînement de TVB en 1998.
Au début de sa carrière, elle ne jouait que des petits rôles. Ce n'est qu'en 2001, après avoir découvert la ressemblance entre elle et une autre actrice populaire de TVB, Maggie Cheung Ho-yee qu'elle reçoit le rôle de la petite sœur de Maggie Cheung dans The Awakening Story. Ce n'est qu'à ce moment-là que, peu à peu, elle devient connue du public.
En 2003, avec Vigilante Force, elle joue le rôle d'une fille délinquante venant d'un milieu défavorable qui se retrouve enceinte après la mort de son petit ami. Elle se fait remarquer de nouveau en 2008, dans Moonlight Resonance où elle joue le rôle d'une orpheline qui a été abandonnée peu après sa naissance.
En 2009, avec Beyond the Realm of Conscience, elle impressionne à nouveau le public en jouant pour la première fois du côté des méchants. Elle y joue le rôle d'une servante au château avec sa meilleure amie, anciennement sa maîtresse. Elle reçoit le prix de l'actrice préférée de l'année et celui de la meilleure performance de l'année.